# Мортимер, Деннис
Деннис Мортимер (англ. Dennis George Mortimer; род. 5 апреля 1952, Ливерпуль, Ланкашир) — английский футболист, полузащитник, наиболее известный как капитан «Астон Вилла», с которым он выиграл чемпионат Англии и Кубок европейских чемпионов. Также выступал за такие клубы, как «Ковентри Сити», «Шеффилд Юнайтед», «Брайтон энд Хоув Альбион» и «Бирмингем Сити». После завершения игровой карьеры работал тренером и скаутом.

## Биография
Деннис Мортимер родился 5 апреля 1952 года в Ливерпуле, Англия. Свою профессиональную карьеру он начал в 1969 году в клубе «Ковентри Сити», где провёл шесть сезонов, сыграв 193 матча и забив 10 голов. В 1975 году он перешёл в «Астон Вилла» за £175,000, став ключевым игроком команды.
В «Астон Вилле» Мортимер стал капитаном и привёл команду к победе в чемпионате Англии в сезоне 1980/81, первом для клуба за 71 год. В следующем сезоне он выиграл Кубок европейских чемпионов, обыграв в финале «Баварию» со счётом 1:0 благодаря голу Питера Уайта.
После ухода из «Астон Виллы» в 1985 году Мортимер играл за «Шеффилд Юнайтед» (в аренде), «Брайтон энд Хоув Альбион» и «Бирмингем Сити», завершив карьеру в 1987 году.

## Тренерская карьера
После завершения игровой карьеры Мортимер стал играющим тренером в клубе «Реддитч Юнайтед» в 1988 году. Позже он работал ассистентом тренера в «Вест Бромвич Альбион» и занимал различные должности в Футбольной ассоциации Англии.